# Suplemento de ciencias del Boletín del Instituto de Estudios Asturianos
Suplemento de ciencias del Boletín del Instituto de Estudios Asturianos (abreviado Supl. Ci. Bol. Inst. Estud. Asturianos) fue una revista científica ilustrada con descripciones botánicas que es editada en Oviedo (España) desde el año 1973 hasta 1979, en que pasaría a titularse Boletín de Ciencias de la Naturaleza. Fue precedida por el Boletín del Instituto de Estudios Asturianos. Suplemento de ciencias.